# WCCP
WCCP
Web Cache Control Protocol

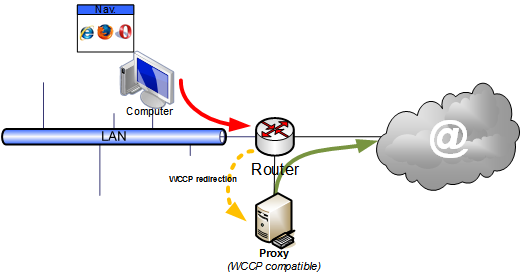
Esquema de funcionamiento del WCCP

El Web Cache Control Protocol, Web Cache Communication Protocol o WCCP es un protocolo definido por Cisco que se emplea para definir la manera de redirigir el tráfico IP desde un router a un proxy-caché.